# Pareiorhaphis bahianus
Pareiorhaphis bahianus är en fiskart som först beskrevs av Gosline, 1947.  Pareiorhaphis bahianus ingår i släktet Pareiorhaphis och familjen Loricariidae. Inga underarter finns listade i Catalogue of Life.